# Rusguniae
Rusguniae es un antiguo sitio arqueológico, ubicado en la comuna de El Marsa, en la wilaya de Argel, Argelia .

## Marco general
Rusguniae está situada al noreste de la bahía de Argel, frente a la ciudad de Argel, la antigua Icosium. El emplazamiento se encuentra entre las actuales Tamentfoust (antigua Laperouse) y Bordj-El-Bahri (Cap Matifou, distinto del cabo epónimo que cierra la bahía de Argel por el este). Rusguniae estaba situada a lo largo de la costa. Hoy en día, prácticamente no quedan restos visibles, debido al saqueo de la mayoría de los edificios antiguos y al desarrollo urbanístico que ha cubierto el lugar, así como la región circundante.
Debido a la urbanización desenfrenada de las últimas décadas, que ha desfigurado completamente el paisaje natural, lo mejor es remitirse a la descripción que Berbrugger hizo de la zona al comienzo de la colonización francesa, para comprender la geografía de la región en su contexto histórico. La bahía de Argel y el golfo de Bengüt, donde se encuentra Rusguniae, pueden describirse a grandes rasgos como dos semicírculos que se tocan en el Cap du Matifou, delimitando un territorio muy concreto. La naturaleza, en gran parte virgen a principios del siglo XIX, parecía aislar esta región de las zonas circundantes. Sólo la tribu de los Haraouas (que dio su nombre a la ciudad homónima) vivía aquí, cultivando la tierra entre las colinas y el Mediterráneo.

### Contexto histórico y arqueológico
A principios del siglo XX, en su "Atlas archéologique de l'Algérie" (AAA), Gsell enumeró los restos arqueológicos conocidos hasta entonces. Entre ellos figuraba una estatua de mármol de una mujer cerca de los estribos de un puente sobre el Hamiz, así como un puente sobre el Bouira, afluente del Hamiz. En lo que parece ser la actual Ain el Beida (Zerzouria), a pocos kilómetros de Rusguniae, Gsell informa de una red de antiguos canales, restos de edificios y una cantera, considerada romana por Berbrugger. Hoy sólo queda la cantera, identificada como Maherzat.
Más al este, Gsell menciona Djezair el Kodra (sólo el actual Ain-Chorb, anc. Surcouf, al este de Ain-Taya), un antiguo islote actualmente unido a la tierra por el encenagamiento, donde Berbrugger habría identificado "ruinas romanas bastante extensas", de las que no queda rastro ni sobre el terreno ni en la literatura. Cerca de un manantial, Ain-Chrob o H'rob (traducido como "Bebe y huye"), se informó de restos antiguos. Otras ruinas de menor importancia han sido avistadas en Reghaïa, junto a los restos de un campamento romano en el Oued Boudaou. Más al oeste, cerca de la desembocadura del Oued-el-Harrach, Gsell habló de la posibilidad de las ruinas de la ciudad de Saça, aunque todavía no se han encontrado. Por último, a un kilómetro de Maison-Carrée (actual El-Harrach), se ha encontrado una inscripción libia que atestigua la historia antigua de la región.

### Selección del sitio
La elección del emplazamiento de Rusguniae vino dictada probablemente por su privilegiada situación geográfica que ofrecía una protección natural contra los vientos y ráfagas estivales, convirtiéndolo en un refugio seguro para la navegación marítima. Esta posición estratégica puede explicar por qué el emplazamiento es tan similar al de Icosium, situado justo enfrente, en la bahía de Argel, pero expuesto a los vientos del noroeste y del noreste debido a la apertura de su bahía.

### Clasificación del sitio

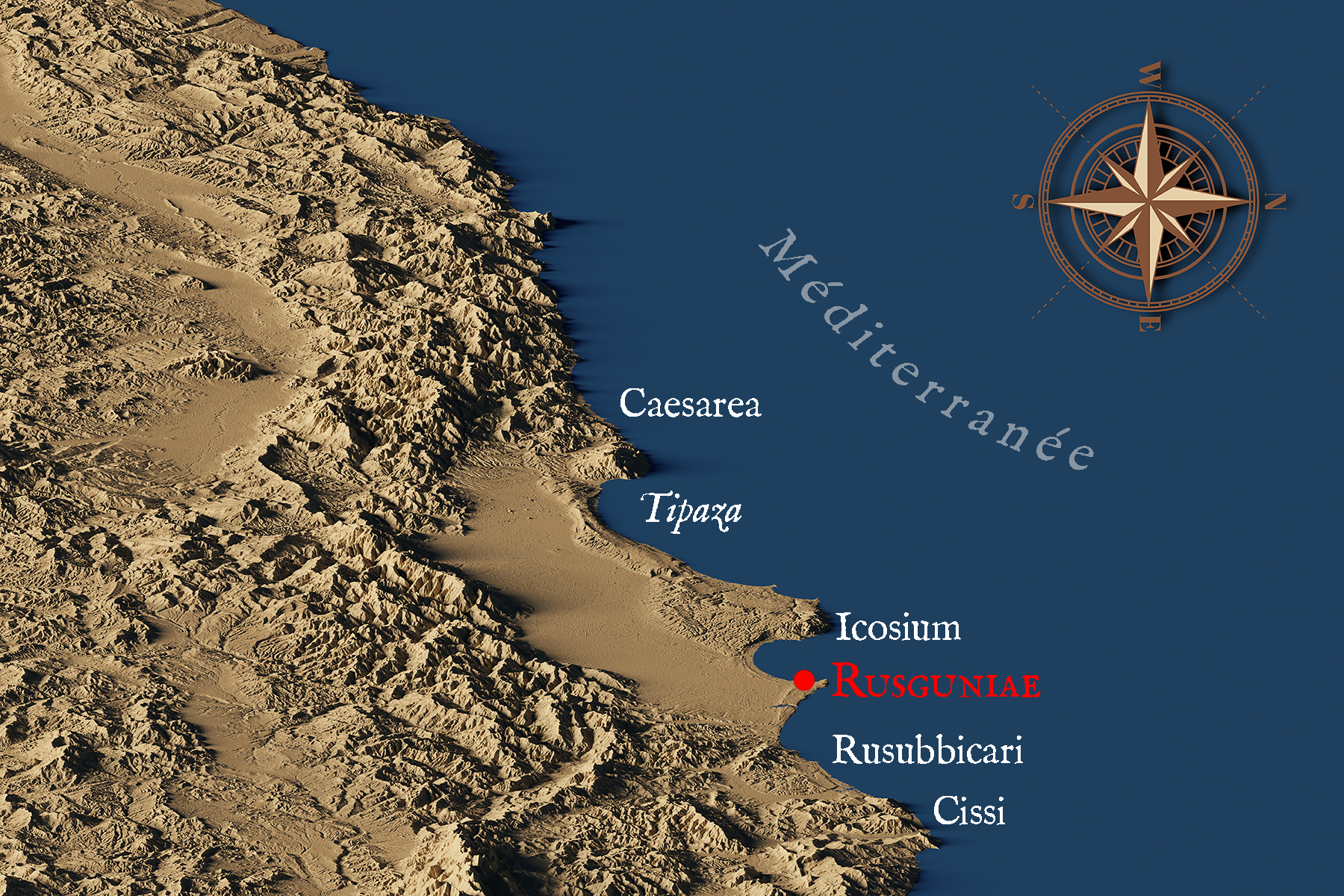
Vista este-oeste de la costa argelina mostrando la posición de Rusginiae (en rojo)

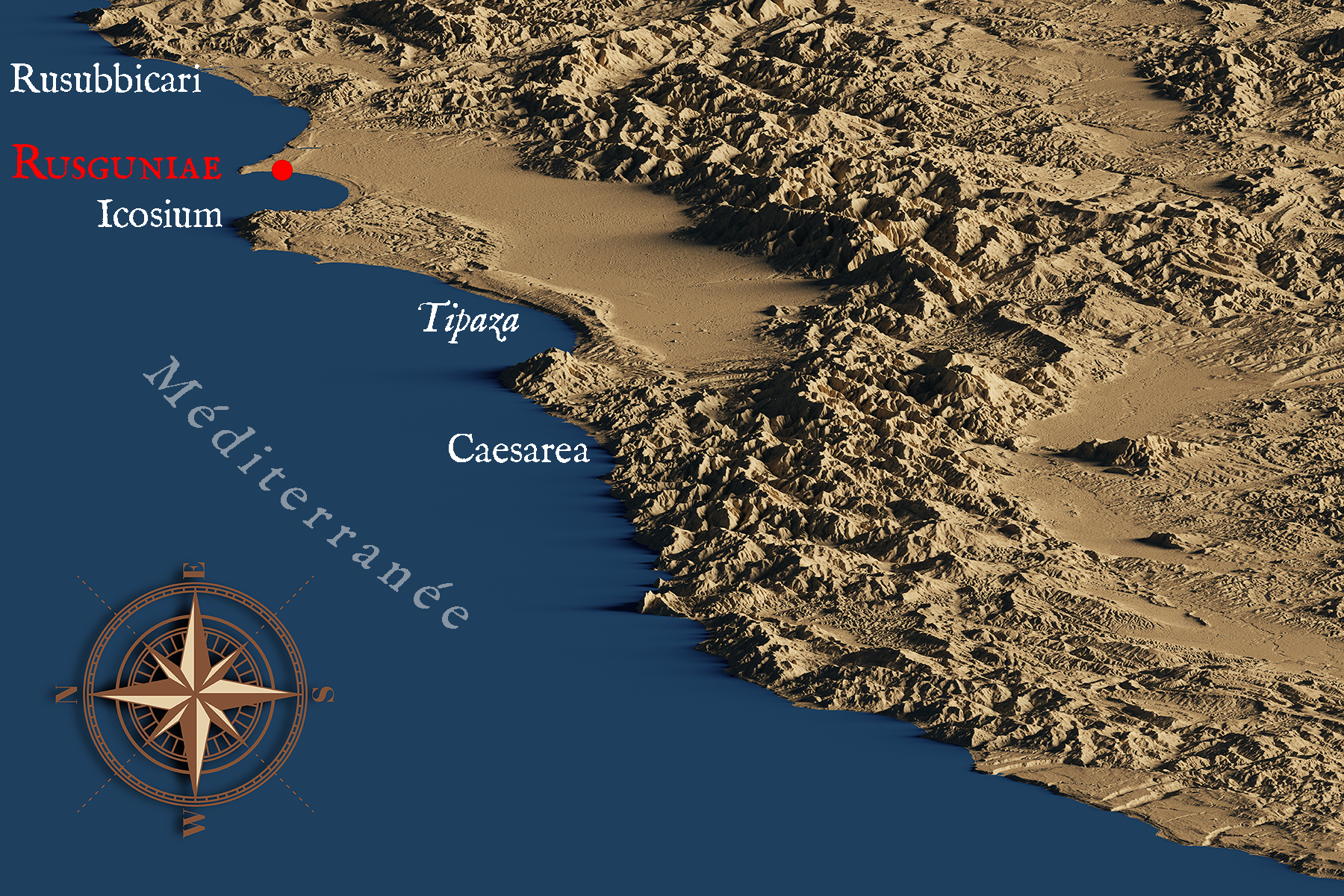
Vista oeste-este de la costa argelina mostrando la posición de Rusginiae (en rojo)

En enero de 2008, se abrió un procedimiento de clasificación para el bien cultural conocido como "Antigua Rusguniae". El yacimiento arqueológico, delimitado al norte por la carretera de Aïn Taya, al sur por el barrio de Ondines, al este por la carretera de Argel-plage y al oeste por le chemin des ruines n.º 2, tenía una zona de protección ampliada a 200 m de sus límites.

## Historia
La región ha estado habitada desde el Neolítico, habiéndose encontrado artefactos de las industrias musteriense y neolítica en los acantilados de Cap Matifou.
Rusguniae, situada al noreste de la bahía de Argel y sede de la base púnica de Tamentfoust, toma su nombre de la expresión cabo del francolín. Berbrugger sugiere que el origen del nombre es una palabra bereber latinizada por los romanos para evocar el "cabo del sueño" o "cabo de los durmientes", en referencia a una interpretación local del muy popular tema de los durmientes de Éfeso. Mouloud Mammeri sugiere que Rusguniae se compone de dos raíces: una, la fenicia rus (la capa), y la otra, la bereber agouni (el acantilado).
Salama señala que Rusguniae ya existía a finales del siglo IV a. C., mientras que la fundación de Icosium no puede datarse antes del siglo II a. C.. El proceso de colonización romana en Rusguniae parece indicar una competencia, con intereses continentales más que marítimos. La bahía de Argel ofrecía acceso a la llanura de Mitidja y al valle del Cheif, más fácilmente accesible desde Rusguniae que desde Icosium. Esto, combinado con el estatus probablemente más importante de Icosium, pudo llevar a la elección de Rusguniae para el asentamiento romano, evitando así la competencia directa.

### Época púnica
Lancel enumera Rusginiae como uno de los puestos comerciales fenicios que estaban "bastante espaciados cada 30 o 40 km" a lo largo de la costa argelina". Era uno de los puntos de relevo esenciales para la navegación costera a lo largo del litoral norte del antiguo Magreb. Sin embargo, el imperio marítimo de Cartago no dejó ruinas. Sin embargo, Salama destaca "la excepcional abundancia de fragmentos de ánforas mixtas, datadas entre el siglo II a.C. y el siglo VII d.C., lo que demuestra que el emplazamiento costero fue utilizado de forma extensiva y continua". Además, se han descubierto en la zona un centenar de estelas púnicas y neopúnicas.

### Época romana
Tras las guerras civiles del final de la República, y como resultado de un interregno en el reino mauretano, Augusto hizo seleccionar metódicamente una serie de posiciones costeras y subcosteras para el establecimiento de asentamientos veteranos, punto de partida para la futura anexión del territorio. La colonización de Rusguniae por la legión IX Gemella precedió al año 27 d. C. La lista de estas colonias, ya formulada en la documentación de Plinio el Viejo, es fácilmente verificable gracias a los documentos epigráficos. El más importante relativo a Rusguniae procede de tres mojones colocados en la segunda milla de la calzada romana Rusguniae-Icosium, que transcriben el título completo de la ciudad: COL(onia) IUL(ia) PONTIF(?) CL(?) RUSG(uniae) IIIIV LEG(ionis). Plinio el Viejo, en su enumeración de las ciudades de la Mauritania cesariana, menciona Rusguniae entre las colonias fundadas por Augusto.
Se sabe que el asentamiento creció y prosperó desde el siglo I d. C. hasta la época bizantina. En época romana, Rusguniae albergaba un templo dedicado a Saturno, también conocido como el Baal Hamon romano. En el año 419, su obispo, junto con los de Icosium y Rusuccuru, representó a la provincia de Cesarea de Mauretania en un concilio celebrado en Cartago.
Según autores antiguos, fue arruinada por los vándalos o los godos, aunque no existen pruebas que respalden estas afirmaciones.

### Época medieval y moderna
En el siglo XII, el geógrafo árabe Al-Idrīsī describió las ruinas de Rusguniae como "[...] una ciudad pequeña y en ruinas. Las murallas que la rodean están casi totalmente derribadas, la población es escasa; se dice que en otro tiempo fue una ciudad muy grande y aún pueden verse los restos de antiguos edificios, templos y columnas de piedra."
Durante la expedición contra Argel en octubre de 1541, Carlos V celebró un consejo de guerra entre las ruinas de la antigua Rusgunia. A raíz de esta expedición, Mármol la describió como una antigua ciudad en el esplendor de la época romana, en cuyo puerto anclaron los barcos de Argel. El autor señala que sus ruinas fueron reutilizadas en la construcción de Argel. Una crónica española de la misma época habla de casas antiguas, templos y acueductos numerosos, grandes y hermosos, lo que parece poco probable a la vista de otras descripciones contemporáneas. Shaw describió sus ruinas en 1757 y señaló que sus restos habían sido saqueados para la construcción de Argel.
La proximidad de Argel, donde el desarrollo urbano aumentó considerablemente durante el periodo otomano (y aún más tras la conquista francesa), asestó un golpe fatal a esta antigua ciudad. Fue utilizada como cantera durante muchos siglos y, en la actualidad, los edificios modernos han cubierto parcialmente su emplazamiento.

## Arqueología

### Descripción de Berbrugger (1837)
En su descripción de los primeros tiempos de la colonización francesa, Louis Adrien Berbrugger destaca la importancia histórica de Matifou, incluida Rusgunia, de la que se dice que contiene importantes pruebas arqueológicas, como inscripciones en latín y restos de edificios antiguos. En otro lugar, Berbugger describe algunos de los restos de edificios que en su día rodearon la ciudad romana de Rusgunia, como los muros y las trincheras de la muralla. También eran visibles los restos de un acueducto y una torre de agua. Contrariamente a sus expectativas, los restos no presentan impresionantes hileras de arcadas, sino un simple conducto de cemento, a veces cubierto de gruesas tejas.

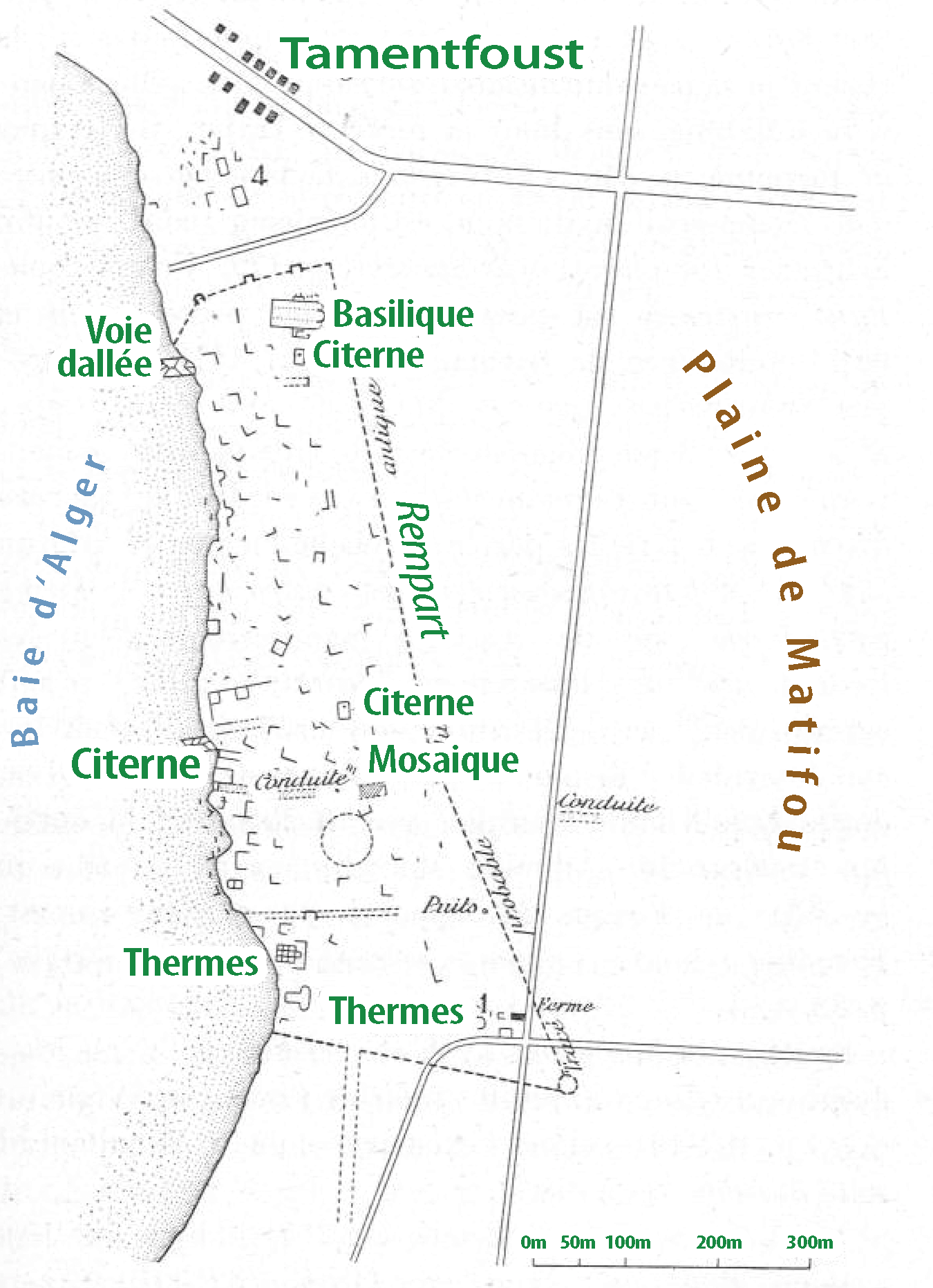
Mapa de Rusguniae, adaptado de Chardon.

### Las excavaciones de Chardon (1899-1900)
Las excavaciones realizadas por Chardon (1899-1900) ofrecieron una visión de la ciudad romana de Rusguniae que la posterior destrucción del yacimiento ya no permite, cf. su mapa del yacimiento adjunto. A pesar de las pérdidas causadas por la erosión marítima, los restos revelaron una basílica, termas y numerosos enterramientos, lo que atestigua su importancia crucial en el tejido urbano de la época romana en el norte de África. Fundada por los romanos en una zona costera que ofrecía un fondeadero estratégico para sus naves, Rusguniae ilustra el valor estratégico de esta región, a pesar de las dificultades geográficas. Aunque parcialmente sumergida por el mar y afectada por terremotos, en la época de las excavaciones la ciudad conservaba restos notables, una realidad que contrasta con su estado actual.

#### La Basílica
Orientada de oeste a este, la arquitectura de la basílica era relativamente sencilla, caracterizada por muros de mampostería de bloques y piedra labrada en las esquinas. Sus dimensiones eran de 34,80 metros de largo y 20 metros de ancho, con un grosor medio de 0,65 metros. Compuesta originalmente de tres naves, la iglesia había sufrido alteraciones a lo largo del tiempo, en particular durante su renovación bajo el dominio bizantino, supervisada por un tal Mauricius. El ábside, elevado 0,95 metros, tenía originalmente forma semicircular y estaba flanqueado por dos sacristías. Restos de escaleras sugieren el acceso al ábside desde ambos lados del edificio. La bóveda, muy dañada, reveló un interesante proceso de construcción, en el que se utilizaron grandes tinajas rellenas de piedras, grandes guijarros y mortero.
Los distintos cambios arquitectónicos reflejaron dos fases de construcción, la primera caracterizada por una mano de obra más meticulosa, seguida de una segunda marcada por métodos más rudimentarios, probablemente como resultado de las "invasiones bárbaras y guerras civiles" que afectaron a la región. La restauración de la basílica por Mauricio (véase más adelante) implicó el uso de materiales reciclados, en particular columnas y capiteles de edificios paganos anteriores.
La basílica reconstruida tenía cinco naves, con columnas reducidas para adaptarse a la nueva configuración. Pilares macizos, capiteles elaborados y una gran variedad de elementos arquitectónicos atestiguaban la riqueza y diversidad de los materiales utilizados. Fragmentos de estelas votivas e inscripciones ofrecían una visión de la vida cotidiana y espiritual de la comunidad que frecuentaba el edificio.
Las excavaciones arqueológicas también habían revelado elementos estructurales como puertas, escaleras, nichos y contrafuertes, lo que sugería un uso complejo del espacio alrededor de la basílica. A pesar de los daños sufridos a lo largo de los siglos, el conjunto arquitectónico ofrecía una fascinante ventana a la evolución de la arquitectura cristiana en el norte de África.
Las perforaciones realizadas en el subsuelo sugieren que la basílica se construyó sobre los restos de otro edificio cristiano del siglo IV, lo que la convierte en uno de los lugares de culto más antiguos de África, según Chardon.

#### Entierros
Chardon descubrió varias tumbas en las naves laterales de la basílica. A la derecha, cerca del diaconicum, se encontraba la tumba de un tal Mauricius, probablemente un oficial de alto rango y posiblemente el gobernador militar de Rusguniae. La tumba, que fue abierta durante las excavaciones, constaba de dos hileras de sillares cubiertos por cuatro grandes losas. En el interior, el enlucido de mortero encerraba un esqueleto completo. Un fuerte olor a sustancias aromáticas sugería que el cuerpo había sido embalsamado, aunque esta práctica era poco frecuente entre los cristianos. Cerca del cráneo se había encontrado un pequeño frasco de cristal que contenía un depósito marrón de aceite sagrado procedente de la tumba de un mártir. No se encontró rastro alguno de ataúd.
Más abajo, en el mismo lado, había otras dos tumbas, una de ellas marcada con una sencilla cruz de cubos de colores incrustados en cemento. Las piedras de esta bóveda se habían derrumbado, pero de la entrada se habían recuperado clavos de cobre y hierro y fragmentos de un ataúd de madera. De acuerdo con la costumbre cristiana, los difuntos eran enterrados con la cabeza mirando hacia el este, mientras que los epitafios se leían desde el mismo lado. A lo largo de la nave lateral izquierda se habían descubierto otras tres tumbas. En la primera, frente a la puerta que conducía al baptisterio, yacía un obispo. La inscripción, que correspondía al tamaño de la tumba, estaba hecha con cubos blancos y negros colocados en el cemento fresco, sin ningún mosaico que los uniera.

#### Termas
Tras el derrumbe del acantilado, la parte central de las termas de Rusguniae quedó al descubierto, revelando estructuras del antiguo complejo termal. Entre ellas, se conservaron los hipocaustos y el deambulatorio, testigos del avanzado diseño romano de las termas. Se descubrió una sala pavimentada con finos mosaicos, junto con lámparas de terracota decoradas con aves y jinetes, una de las cuales llevaba el monograma de un fabricante.
Cerca del acantilado, una zona pavimentada con mosaicos y un canal de drenaje de agua subrayaban la sofisticación de la infraestructura hidráulica. Los muros de las termas, construidos con grandes bloques de mampostería y reforzados con capas de ladrillo rojo, daban testimonio de su antigüedad en comparación con otras estructuras circundantes. A pesar de los daños causados por el paso del tiempo, una parte de las termas aún sobrevivía, lo que abre la perspectiva de nuevos descubrimientos.

### Mosaicos
El desmonte de la iglesia en enero de 1900 se aceleró, tal vez por las prisas por reclamar rápidamente la propiedad científica por parte de Chardon. Desgraciadamente, la excavación de las tumbas, sin el debido cuidado de los mosaicos que había sobre ellas, provocó su deterioro. Disponemos, sin embargo, de un registro de los mosaicos, que Noël reproduce.
El principal cuadro, actualmente expuesto en el Museo de Argel, tiene unas imponentes dimensiones de 2m90 x 2m30. Titulado oficialmente "El Buen Pastor ordeñando a sus ovejas", se encuentra en mal estado, sobre todo en las zonas de mayor interés iconográfico. Elementos como los contornos y el traje del pastor parecen estar completos en general, según la encuesta antes mencionada. En la parte inferior del cuadro, dos carneros afrontados, separados por un rosal en flor, están aún completos. Sin embargo, algunas partes, como la cabaña de la parte superior izquierda, han quedado reducidas a manchas oscuras, y elementos como el pastor que lleva un cordero a hombros están muy dañados, por lo que sólo quedan visibles partes fragmentarias. Incluso la oveja que está siendo ordeñada por otro pastor está incompleta, dejando sólo algunas partes reconocibles.
Otro panel, conservado en el Louvre, muestra un carnero tumbado y una oveja acompañada de un cordero. Aunque las descripciones precisas son raras, este panel también parece haber sufrido daños, con imprecisiones en la representación espacial de los animales. Otros tres pequeños paneles estaban originalmente previstos como parte del mismo conjunto, aunque su destino final sigue siendo incierto. Probablemente habrían sido conservados por los propietarios de la finca. Por último, otros fragmentos del mosaico se encuentran dispersos, algunos permanecieron en Argelia mientras que otros fueron trasladados a Francia. Estos fragmentos presentan representaciones de ovejas, peces y quizás incluso elementos fronterizos. Sin embargo, su estado actual y su ubicación precisa siguen siendo difíciles de determinar.

## Tesoro numismático
En agosto de 1943, un grupo de soldados estadounidenses, presentes en el marco de la Operación Antorcha, recibió el encargo de realizar movimientos de tierra en la playa. La excavadora encontró un pequeño montículo de tierra a lo largo de la playa, dejando al descubierto una urna o vasija de barro en la que se descubrieron monedas romanas.
Este tesoro, adquirido en 1946 por la Sociedad Numismática Americana, consta de un total de ciento treinta sestercios, repartidos en un periodo de unos ciento cincuenta años. Sesenta y cuatro de estas monedas datan de los reinados de Nerva a Cómodo, abarcando el final del siglo I y el final del II, mientras que los sesenta y seis sestercios restantes pertenecen al siglo III, de Septimio Severo a Trulia Soaemias.
En cuanto al periodo en el que fue enterrado el tesoro, cabe señalar que el último emperador representado fue Trajano Decio, que reinó desde el otoño de 249 d. C. hasta mediados de 251. Sólo dos monedas de Decio están presentes en el tesoro. Esto sugiere que el tesoro fue enterrado antes de que su propietario pudiera adquirir un gran número de monedas de este gobernante, y que Decio aún estaba en el poder en el momento del enterramiento. Sobre esta base, parece plausible concluir que el tesoro fue enterrado en el año 250 d. C., probablemente a finales de verano o principios de otoño.
En lo tocante a las circunstancias que rodearon el enterramiento del tesoro, es muy posible que esté relacionado con el periodo de persecución de los cristianos bajo el reinado de Decio, entre enero y julio de 250, o incluso en los meses posteriores. Sin embargo, sin pruebas concretas, es difícil afirmar con certeza las razones de esta ocultación.